# Великий Ходачков
Великий Ходачков (укр. Великий Ходачків, пол. Chodaczków Wielki) — село в Подгороднянской сельской общине Тернопольского района Тернопольской области Украины.
Код КОАТУУ — 6123081101. Население по переписи 2001 года составляло 1392 человека.

## Географическое положение
Село Великий Ходачков находится у истоков реки Высушка,
ниже по течению на расстоянии в 3 км расположено село Городище.
Через село проходят автомобильная дорога М-12 (E 50) и
железная дорога, станция Ходачков-Великий.

## История
- Первое упоминание о селе в литературе — 1758 год.
- 15 апреля 1944 г. было убито 365 мирных жителей, почти полностью сожжено село, из 710 домов уцелело только 30.
- В 1944—1946 годах из Польши переселено в Великий Ходачков 210 украинских семей.
- Польские источники утверждают, что этническая чистка, которую они называют Великоходачковской резнёй, состоялась там во время Второй мировой войны[2]. 16 апреля 1944 года, что село было уничтожено украинской дивизией СС Галичина. Польские источники утверждают, что было убито 862 поляка, и около 500 домов были сожжены[3]. Одна из бывших польских жительниц Великого Ходачкова вспоминает, что украинцы сказали им уйти, но не припоминает, что поляки были убиты, и не свидетельствует об участии украинских солдат.[4][5] Великоходачковская бойня, как утверждается, была одним из самых массовых убийств поляков в регионе Восточной Галиции.[6] Также утверждается, что поляки, которые избежали резни, схоронили погибших в братской могиле перед местным костёлом. После второй мировой войны выжившие поляки были вынуждены покинуть село, переселившись в коммунистическую Польшу по договору обмена населением. Они поселились вокруг Гоголина и Немодлина в Опольском воеводстве.[6][7]
- До 2020 года входило в Козовский район.

## Памятники и достопримечательности
- церковь Покрова Божьей Матери (1888), могила с памятником (белый мрамор) писателя отца Тимофея Бордуляка.
- братская могила жертв погрома 15 апреля 1944 г.
- восстановлены: бюст Герою Советского Союза В. Чалдаеву (1980), погибшему в горящем танке, мемориальная доска с барельефом (1988; скульптор М. Невеселый), памятник Т. Бордуляку (1991; скульптор Р. Вильгушинский; архитектор Б. Гаврилюк).

## Социальная сфера
Средняя школа, клуб, библиотека, ФАП, «Будмонтажмеханизация», СМПК-2.

## Известные люди, которые родились в Великом Ходачкове
- Иероним Стройновский — польский правовед, экономист, государственный и религиозный деятель,
- Валериан Стройновский — польский и российский юрист, сенатор.
- инженеры:
  - И. Баюс,
  - С. Криль,
  - Д. Старущак,
- изобретатель, рационализатор И. Гаврышко,
- полковник И. Гаврышко,
- кандидат экономических наук М. Хопчан.

Проживали:
- 1905—1936 писатель, Т. Бордуляк.